# Фаридабад
Фаридаба́д (хинди फरीदाबाद — Pharīdābād, англ. Faridabad) — главный промышленный и населённый центр в штате Харьяна, на севере Индии. Административный центр округа Фаридабад.

## История
Город был основан в 1607 Шейхом Фаридом, казначеем падишаха Джахангира, с целью защиты дороги, пролегающей через город. Шейх Фарид выстроил крепость, резервуар и мечеть, которая сейчас находится в развалинах. Фаридабад стал 12 округом штата Харьяна 15 августа 1979.

## География
Фаридабад находится примерно в 25 км к югу от Дели, географические координаты — 28°25′ с. ш. 77°18′ в. д.. Он граничит с Национальным столичным округом Дели на севере, округом Гургаон на западе и штатом Уттар-Прадеш на востоке и юге. Национальная дорожная магистраль № 2 Дели-Матхура проходит через центр района. Железнодорожная станция на линии Дели-Матхура.
В административном плане округ Фаридабад делится на пять районов: Фаридабад, Баллабгарх, Палвал, Ходал и Хатхин.
Город стоит на равнине, которую ограничивает река Ямуна на востоке и холмы Аравалли на западе и юго-западе.

## Население
Бо́льшая часть населения Фаридабада — сикхи и индуисты. Этнически смешанный состав: гуджары, джаты, бенгальцы, выходцы из Пакистана и др. По переписи 2011 года, численность населения составила 1 404 653 чел.

## Промышленность
Фаридабад славится производством хны, кроме того в городе производят тракторы, мотоциклы, коммутаторы, холодильники, обувь и шины.